# Massaker von Nataruk

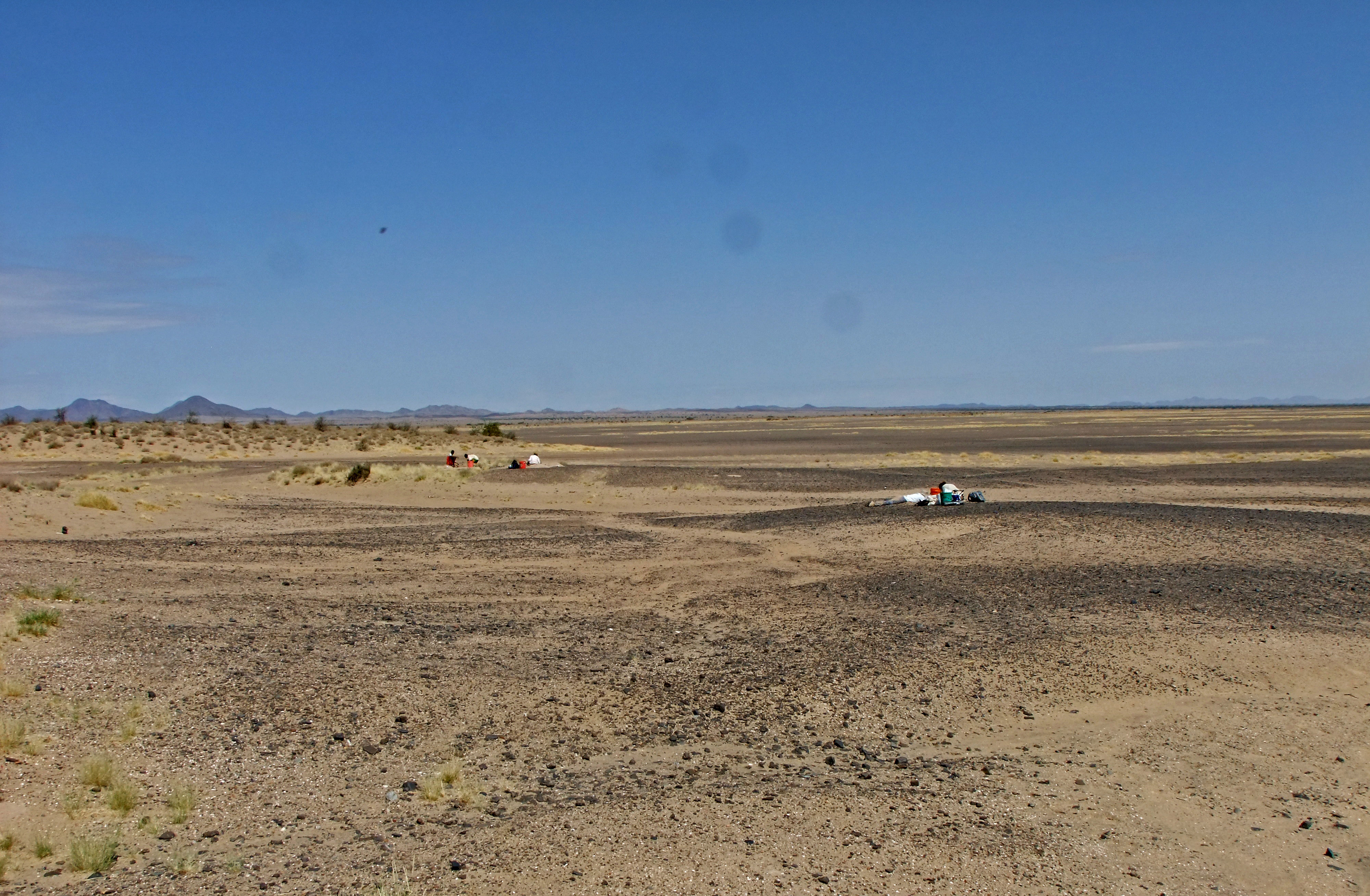
Blick über die Fundstätte Nataruk (August 2012)

Beim Massaker von Nataruk wurden vor rund 10.000 Jahren während des frühen Holozäns im Gebiet des heutigen afrikanischen Staates Kenia mindestens 27 Menschen u. a. durch vermutlich stumpfe Gewalt und Pfeilverletzungen getötet. Ihre Leichen wurden am damaligen Rand des Turkanasees in seichtem Wasser ohne Begräbnis abgelegt.
Die Fundstätte Nataruk befindet sich rund 30 Kilometer westlich des heutigen Turkanasees. Sie gilt als ältester Beleg für eine gewalttätige Auseinandersetzung zwischen rivalisierenden Menschengruppen und als das einzige bekannte Massaker aus der Epoche vor dem Beginn der Sesshaftigkeit des anatomisch modernen Menschen.

## Entdeckung und Datierung
Im Jahr 2012 wurden am östlichen Rand des „Paläo-Turkanasees“ die Überreste von mindestens 27 Individuen entdeckt, deren Knochen ganz oder teilweise aus dem Boden herausgewittert waren, ohne dass es eine einheitliche Ausrichtung von Kopf, Gesicht oder Körper gab. Die Fundstätte befindet sich in einer ehemaligen Senke des „Paläo-Turkanasees“, die vor 10.000 Jahren vermutlich nur während der Regenzeiten geflutet war. Für diese Interpretation spricht die Beschaffenheit des Bodens, der u. a. aus kleinen bis mittelgroßen Kieselsteinen, Sand und Überresten von Muschelschalen besteht. Die Knochen von 12 Skeletten befanden sich noch in ihrer natürlichen Anordnung. Bei 10 dieser Skelette wurden Hinweise auf einen gewaltsamen Tod gefunden. Möglicherweise befinden sich am Ort des Geschehens noch weitere Skelette, denn nur die an die Oberfläche getretenen Knochen wurden bislang geborgen.
Für die Bodenschichten über den Skelettfunden wurde durch Radiokohlenstoffdatierung ein Alter von 7.270 bis 8.160 Jahren (cal BP) bestimmt, für die Muschelschalen ein Alter von 9.030 bis 11.750 Jahren (cal BP). An den Knochen anhaftende Sedimente sind laut einer OSL-Datierung 9.680 ± 805 Jahre alt. Aus diesen unterschiedlichen Messverfahren wurde ein geschätztes Alter von 9.500 bis 10.500 Jahren vor heute abgeleitet.

## Funde
Die 27 geborgenen Skelette lagen verstreut in einer Fläche von rund 20.000 Quadratmetern und gehörten zu 21 Erwachsenen (8 Männer, 8 Frauen, 5 ungeklärt) und 6 Kindern (5 jünger als 6 Jahre alt, 1 relativ kleinwüchsiger Teenager von 12–15 Jahren). Außerdem wurde als 28. Fund ein mindestens 6 Monate altes Ungeborenes im Bereich des Unterleibs einer erwachsenen Frau entdeckt. Alle Kinder lagen in der Nähe einer Frau oder eines der Skelette ungeklärten Geschlechts, keines der Kinder lag in der Nähe eines Mannes.
Von den 12 Individuen, deren Skelette weitgehend vollständig erhalten waren, wiesen 10 Individuen Verletzungen auf, die sofort oder nach kurzer Zeit zum Tode führten. Mindestens 5, wahrscheinlich 6 Personen wurden durch Schläge mit einem geschärften Gegenstand (Steinbeil) gegen Kopf oder Nacken tödlich verwundet, bei fünf Schädeln waren die Folgen von massiver stumpfer Gewalt erkennbar. Nur zwei der 12 Skelette waren unbeschädigt, allerdings deutete die Position ihrer Hände darauf hin, dass diese bei Eintritt des Todes möglicherweise zusammengebunden waren. In einem der männlichen Schädel wurde eine Obsidian-Klinge entdeckt, im Körper eines zweiten Mannes wurden zwei Steinspitzen gefunden – alle drei Funde hatten Eintrittsspuren in Knochen hinterlassen. Hinweise auf eine rituelle Bearbeitung der Knochen durch Schneidewerkzeuge wurden nicht gefunden.

## Interpretation der Geschehnisse
Das Geschehen vollzog sich – lange vor der Sesshaftwerdung des Menschen – zwischen Gruppen von Jägern und Sammlern; viele Experten hatten vor dem Bekanntwerden der Funde angenommen, dass es gewalttätige Übergriffe und kriegerische Konflikte unter Angehörigen dieser Kulturen nicht gegeben habe. Die Ausgräber erwähnen in ihrer Fachveröffentlichung zwei mögliche Erklärungen für das Geschehen. Das Gebiet im Umfeld des Turkanasees sei vor 10.000 Jahren sehr fruchtbar gewesen, und Tongefäße aus dieser Epoche ließen auf eine gewisse Vorratshaltung schließen. Daher könne das Ziel der Auseinandersetzung die Aneignung von Vorräten und Territorium gewesen sein. Möglicherweise habe es sich aber auch um eine Auseinandersetzung zwischen zwei sozialen Gruppen gehandelt, die sich zufällig begegnet sind und in Streit gerieten. Da Obsidian im Gebiet des Turkanasees vor 10.000 Jahren recht selten für Steingerät genutzt wurde, könnte der Fund der Obsidian-Klinge – den Ausgräbern zufolge – darauf hindeuten, dass die Auseinandersetzung, die zum Tod führte, zwischen zwei Gruppen unterschiedlicher regionaler Herkunft stattgefunden hat.
Gegen die Interpretation der Funde wurde eingewandt, dass die Brüche der Schädelknochen durch früher auf ihnen lastendes Erdreich zustande gekommen sein könnten, dass die Skelette möglicherweise nicht gleich alt seien und dass das Fehlen von Hinweisen auf eine Erdbestattung (in Gruben) kein Beleg für ein Massaker sei. Die Verfasser der Fundbeschreibung wiesen die Vermutung der Kritiker, die Fundstätte sei ein früher Friedhof, u. a. mit dem Hinweis zurück, dass die als Schlagverletzungen interpretierten Brüche der Schädelknochen an ihren Rändern nach innen gebogen sind, wie dies auch bei heute verursachten Gewalteinwirkungen zu beobachten sei.

## Belege
1. 1 2 3 4  Marta Mirazón Lahr et al.: Inter-group violence among early Holocene hunter-gatherers of West Turkana, Kenya. In: Nature. Band 529, 2016, S. 394–398, doi:10.1038/nature16477.
2. ↑  Massaker in der Steinzeit. Auf: wissenschaft.de vom 20. Januar 2016.
3. ↑  Archäologen rekonstruieren prähistorisches Massaker. Auf: deutschlandfunk.de vom 21. Januar 2016.
4. ↑  Evidence of a prehistoric massacre extends the history of warfare. Auf: cam.ac.uk vom 20. Januar 2016.
5. ↑  Christopher M. Stojanowski et al.: Contesting the massacre at Nataruk. In: Nature. Band 539, S. E8–E10, 2016, doi:10.1038/nature19778.
6. ↑  Marta Mirazón Lahr et al.: Mirazón Lahr et al. reply. In: Nature. Band 539, S. E10–E11, 2016, doi:10.1038/nature19779.